# Islandiana coconino
Islandiana coconino là một loài nhện trong họ Linyphiidae.
Loài này thuộc chi Islandiana. Islandiana coconino được Wilton Ivie miêu tả năm 1965.